# Unione Sportiva Fossanese 1951-1952
Questa voce raccoglie le informazioni riguardanti l 'Unione Sportiva Fossanese nelle competizioni ufficiali della stagione 1951-1952.

## Rosa
| N. |                   | Ruolo | Calciatore  |
| -- | ----------------- | ----- | ----------- |
|    | Italia (bandiera) | A     | G. Amateis  |
|    | Italia (bandiera) | D     | P. Balocco  |
|    | Italia (bandiera) | C     | F. Bruno    |
|    | Italia (bandiera) | D     | A. Cattaneo |
|    | Italia (bandiera) | D     | F. Ferro    |
|    | Italia (bandiera) | P     | A. Francone |
|    | Italia (bandiera) | C     | P. Giletta  |
|    | Italia (bandiera) | P     | D. Guzzoni  |

| N. |                   | Ruolo | Calciatore    |
| -- | ----------------- | ----- | ------------- |
|    | Italia (bandiera) | C     | Luigi Martina |
|    | Italia (bandiera) | C     | A. Mosca      |
|    | Italia (bandiera) | A     | R. Mucci      |
|    | Italia (bandiera) | A     | G. Rossaro    |
|    | Italia (bandiera) | P     | C. Scolaro    |
|    | Italia (bandiera) | A     | M. Streri     |
|    | Italia (bandiera) | A     | L. Testa      |